# İmişli (Stadt)

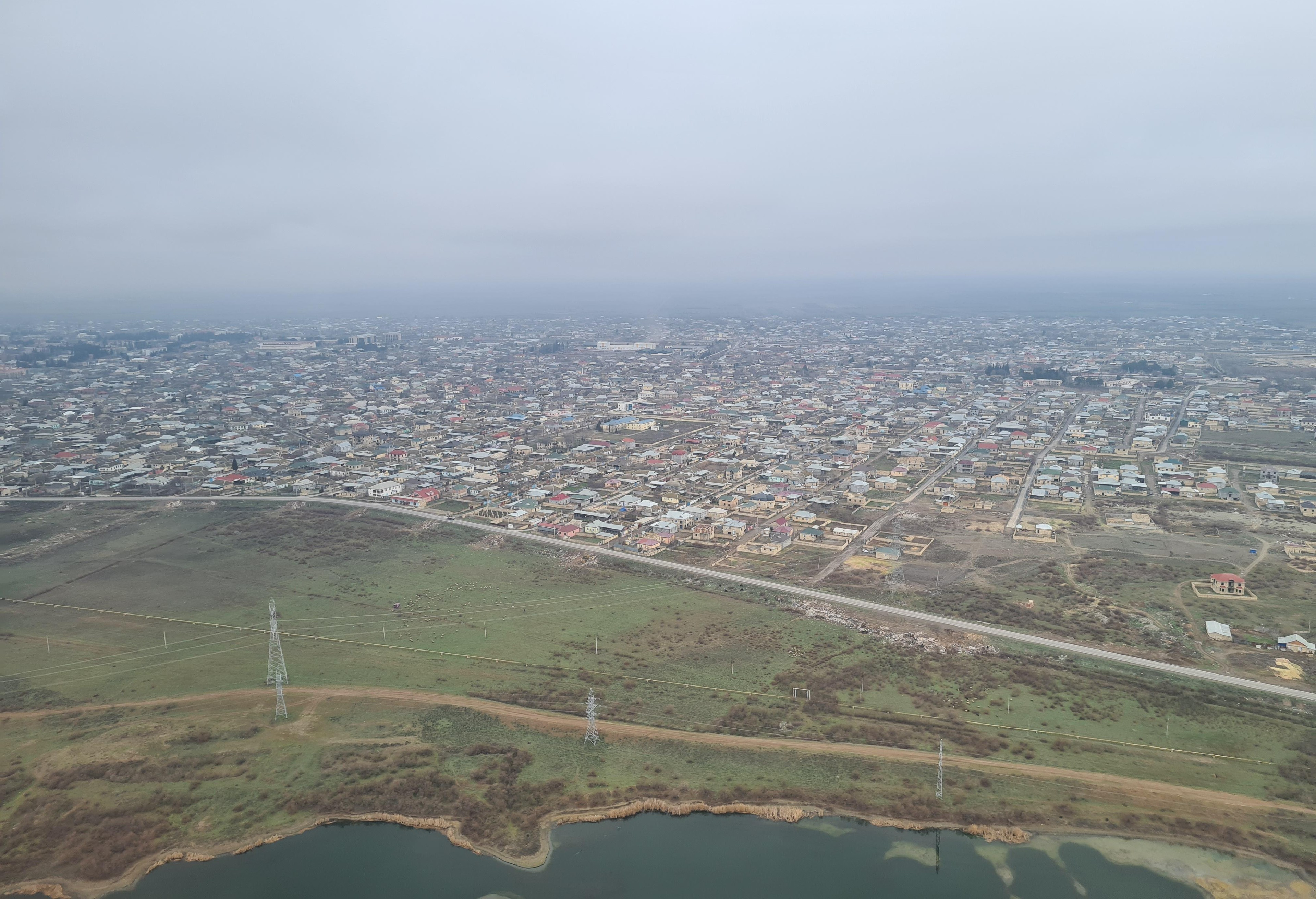
Luftaufnahme (2021)

İmişli ist eine Stadt im Rajon İmişli in Aserbaidschan mit etwa 31.000 Einwohnern.

## Geschichte
1944 erhielt Imischli den Status einer Siedlung und in den 1960er Jahren den Status einer Stadt.